# مرسب أحفوري

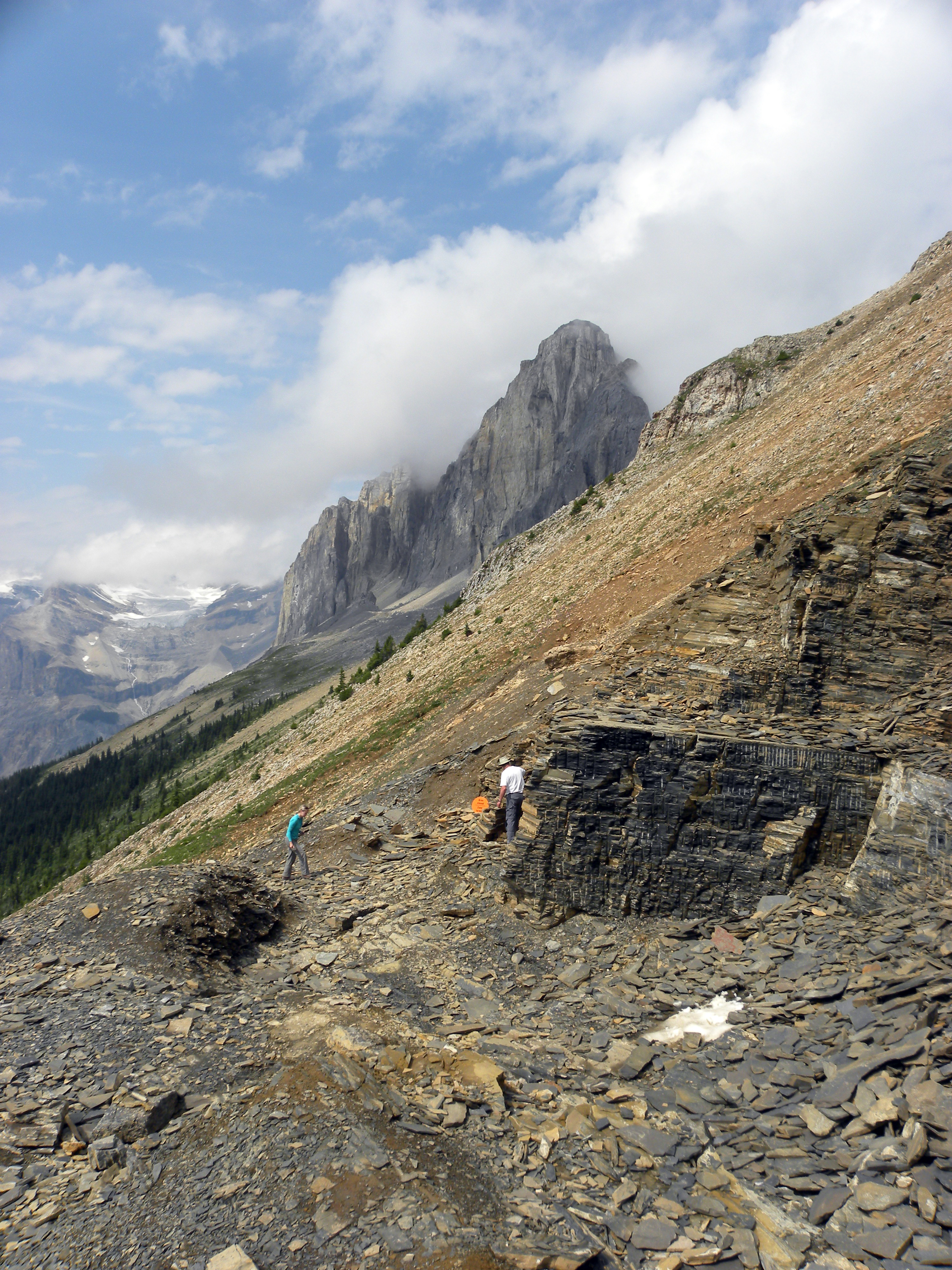
مرسب أحفوري

المَرْسَب الأحفوري أو المَكْمَن الأحفوري أو اللاغرشتات (بالألمانية:Lagerstätte) هو مكمن رسوبي يحتوي أحافير غير عادية محفوظة بشكل استثنائي بما في ذلك في بعض الأحيان الأنسجة الرخوة المحفوظة. قد تكون هذه التشكيلات ناتجة عن اندفان الجثة في بيئة خالية من الأوكسجين مع الحد الأدنى من البكتيريا وبالتالي تأخير التحلل. المَرَاسَب الأحفورية تمتد عبر العصور الجيولوجية من حقبة الطلائع الحديثة حتى الوقت الحاضر. ومن بعض أفضل الأمثلة من جميع أنحاء العالم على وجود المتحجرات شبه المثالية هي: سِجّيل ماوتيانشان وسِجّيل بورغيس من العصر الكامبري وتكوين هونسروك الأردوازي وتكوين غوغو من العصر الديفوني وتكوين مازون كريك من العصر الفحمي وتكوين سولنهوفن الجيري من العصر الجوراسي وتكوين سانتانا وتكوين ييكسيان من العصر الطباشيري وتكوين غرين ريفر من الإيوسين.

## أنواع المراسب الأحفورية
يميز علماء الحفريات نوعين من المراسب الأحفورية:
- مرسب أحفوري تركيزي (Konzentrat-Lagerstätten): هي مراسب ذات «تركيز» خاص من الأجزاء الصلبة العضوية المنفصلة مثل سرير العظام. هذه المراسب الأحفورية التركيزية هي أقل إثارة من المراسب الأحفورية الحفظية الأكثر شهرة. تظهر محتوياتها دائمًا درجة كبيرة من الوقت المتوسط حيث أن تراكم العظام في حالة عدم وجود رواسب أخرى يستغرق بعض الوقت. لا تعتبر الودائع ذات التركيز العالي من الأحافير التي تمثل مجتمعًا في الموقع الطبيعي مثل الشعاب المرجانية أو أحواض المحار لا تعتبر من المراسب الأحفورية.
- مرسب أحفوري حفظي (Konservat-Lagerstätten) هي مراسب معروفة بالحفاظ الاستثنائي على الكائنات أو الآثار المتحجرة. يختلف علم تكّون الحفريات في كل من هذه المواقع. المراسب الأحفورية الحفظية أمر بالغ الأهمية في تقديم إجابات لحظات مهمة في تاريخ وتطور الحياة. على سبيل المثال، يرتبط سِجّيل بورغيس في كولومبيا البريطانية مع الانفجار الكامبري وتكوين سولنهوفن الجيري مع أقدم الطيور المعروفة وهو المجنح العتيق.

## الحفظ
يحفظ المرسب الأحفوري الحفظي (Konservat-Lagerstätten) الكائنات المتصلبة قليلا والكائنات ذات الأجسام اللينة كما يحفظ أيضا بقايا الكائنات التي لم يكن من الممكن أن تحفظ في سجلات الأحافير القشرية أو العظمية، وبالتالي فأن هذه المراسب تقدم سجلات أكثر اكتمالاً عن التنوع البيولوجي والسلوكيات القديمة كما تمكن من إعادة بناء بيئة المجتمعات المائية القديمة. وفي عام 1986، قدر سيمون كونواي موريس أن حوالي 14 ٪ من الأجناس في طفل بورغيس كانت تمتلك أنسجة حيوية متعدنة. أن تفسير التقارب بين العناصر الطفلية في مخروطيات الأسنان كان أمرا غامضا إلى أن تم اكتشاف أنسجة الرخوة مصاحبة لها بالقرب من إدنبرة، اسكتلندا، في مقاطعة جرانتون في طبقات الصخر الزيتي من فترة العصر الكربوني. وقد ساهمت معلومات أضافية من مجموعات أكبر من الكائنات التي وجدت في المراسب في إعادة بناء السلالات الحديثة لبعض مجموعات الكبرى من المملكة الحيوانية. يبدو أيضا أن المراسب مترابطة زمنيا، ربما لأن العوامل البيئية العالمية مثل المناخ قد تؤثر على تكونها.
قد ينتج عن عدد من مسارات علم التاريخ الحفري قد تتسبب في تكون المراسب. وفيما يلي قائمة غير مكتملة ببعض هذه الأسباب:
- أنواع حفظ الكائنات الحية كحفظ ال(Orsten) أو ال(Doushantuo) يمكنها حفظ الكائنات الحية في الفوسفات.
- الحفاظ على الينابيع المريرة يحفظها في السيليكا.
- الأفلام الكربونية هي نتيجة لصون بورغيس من نوع الصخر
- يحافظ البايرايت على تفاصيل رائعة في الحفاظ على نمط ثلاثي الفصوص من نوع بيتشر.
- الحفاظ على نوع (Ediacaran) يحفظ القوالب والقوالب بمساعدة الحصيرة الميكروبية.